# Buster (båt)

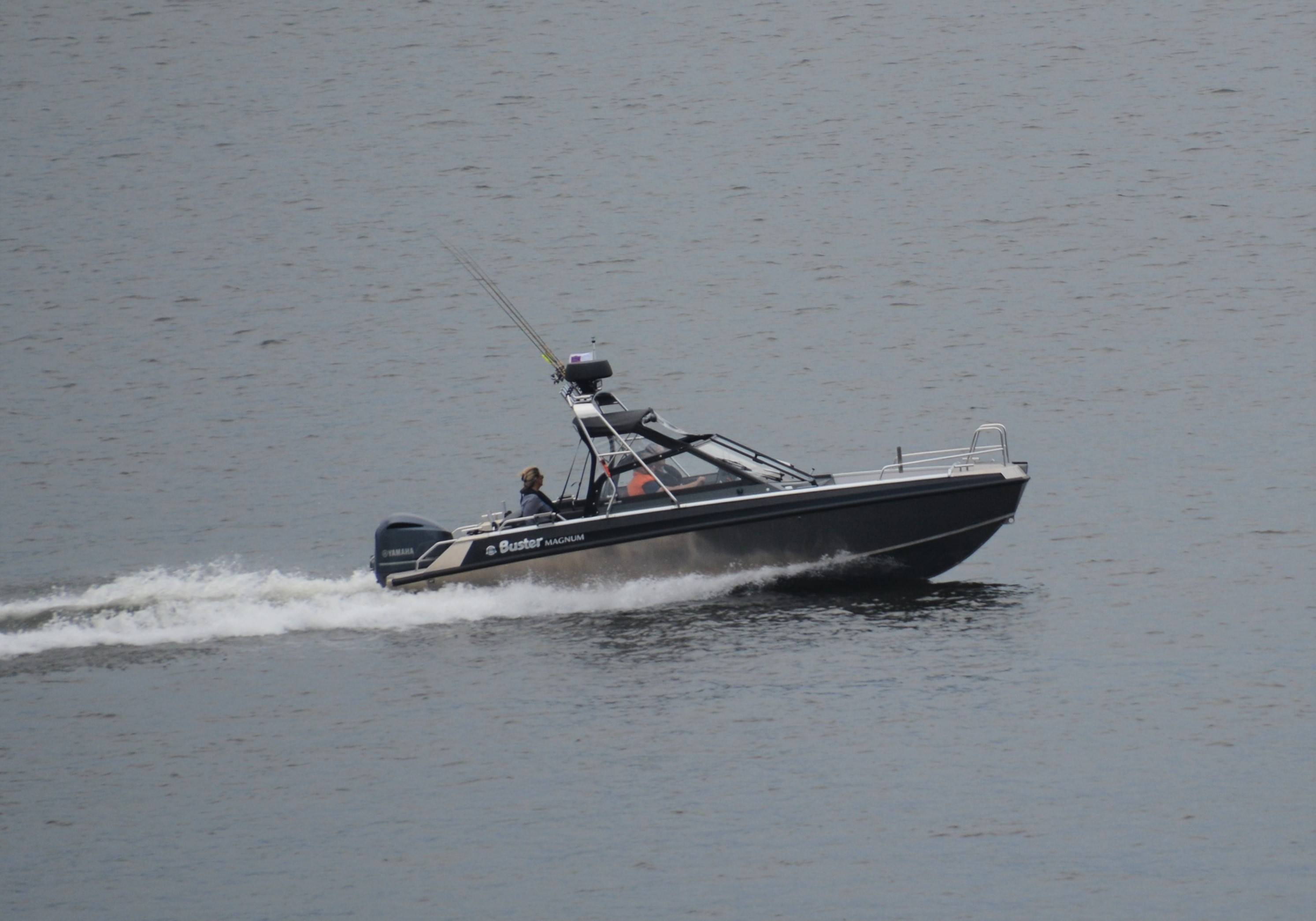
Buster Magnum

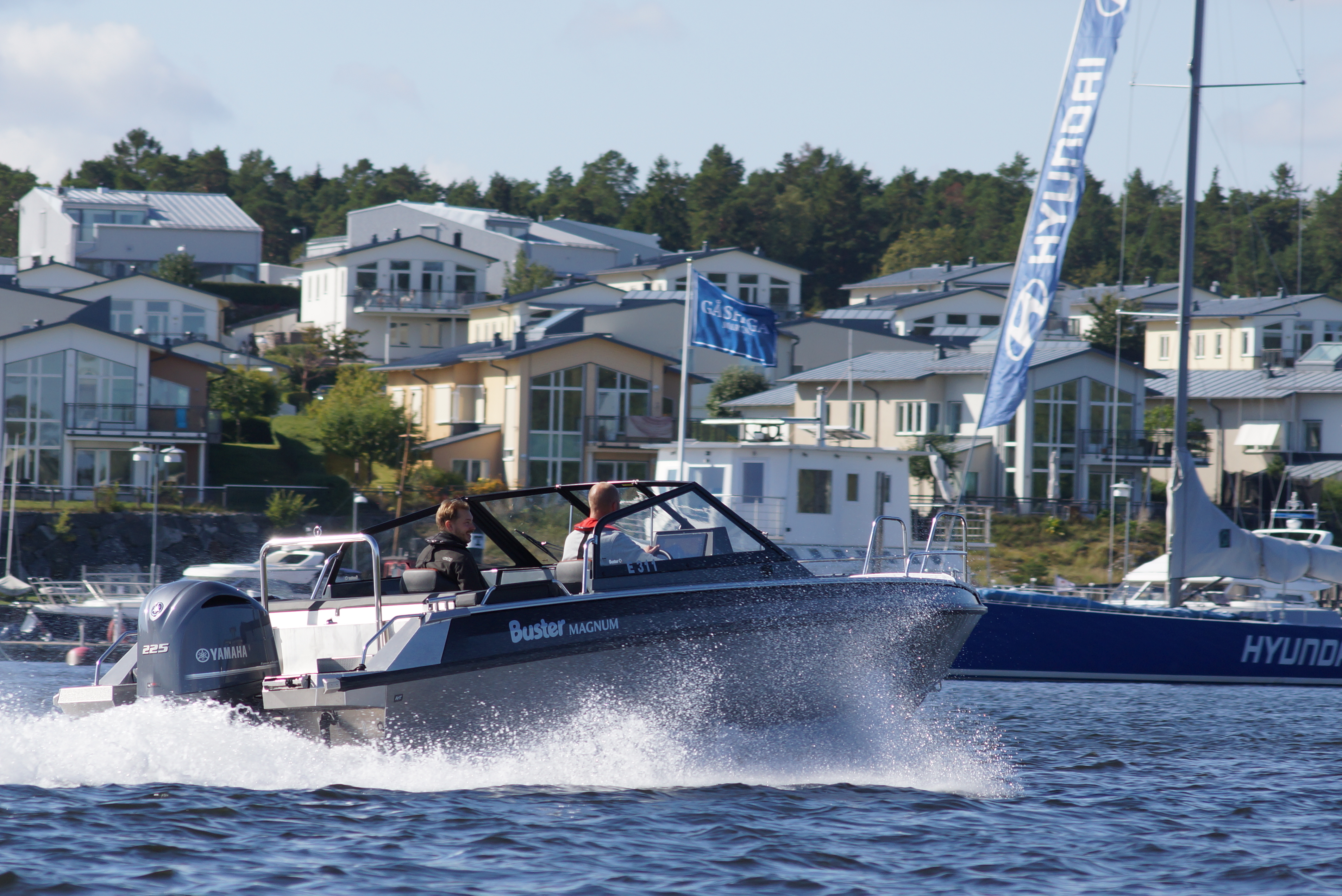
Buster Magnum aluminium båt med Yamaha F225 utombordsmotorn i Lidingö.

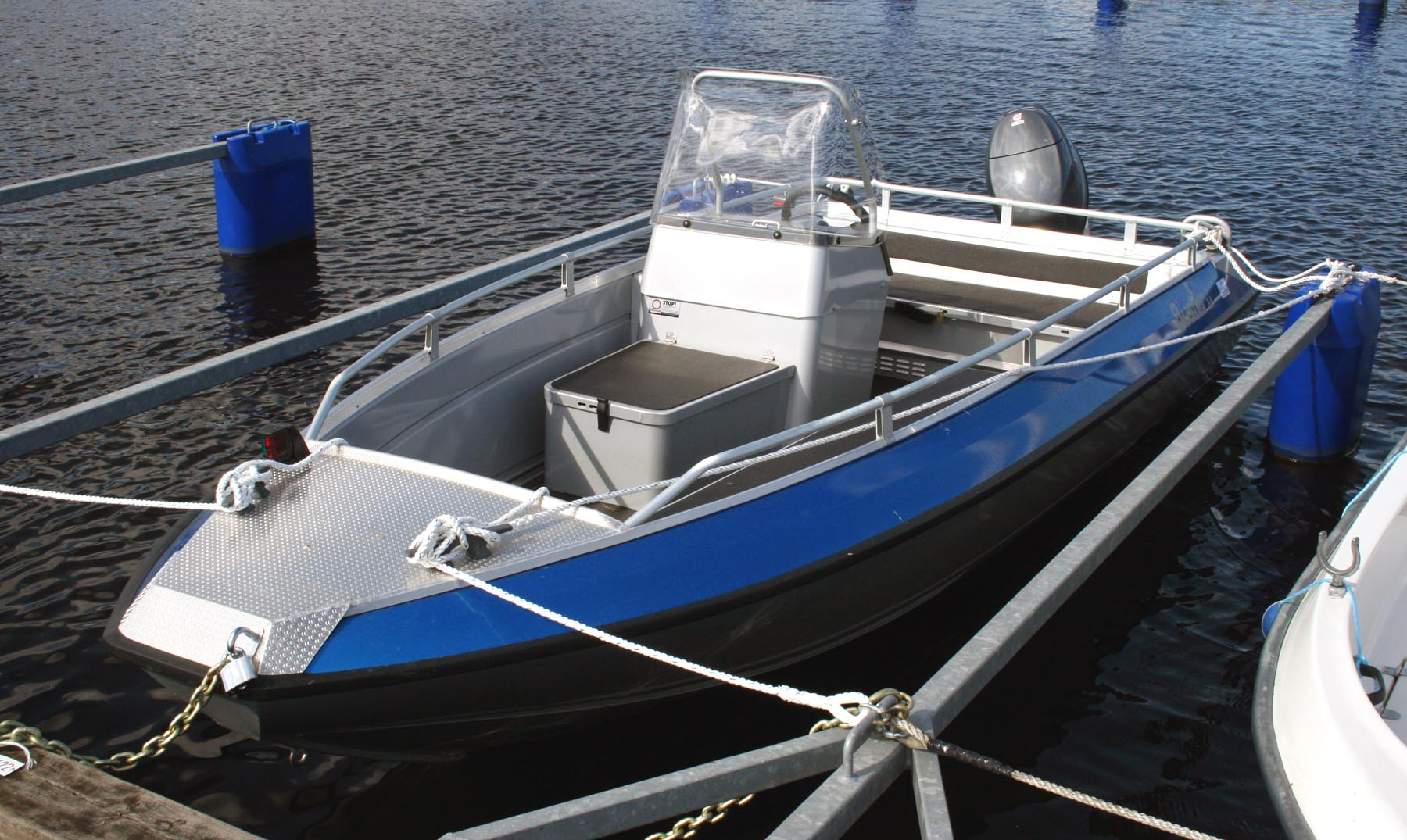
Buster M

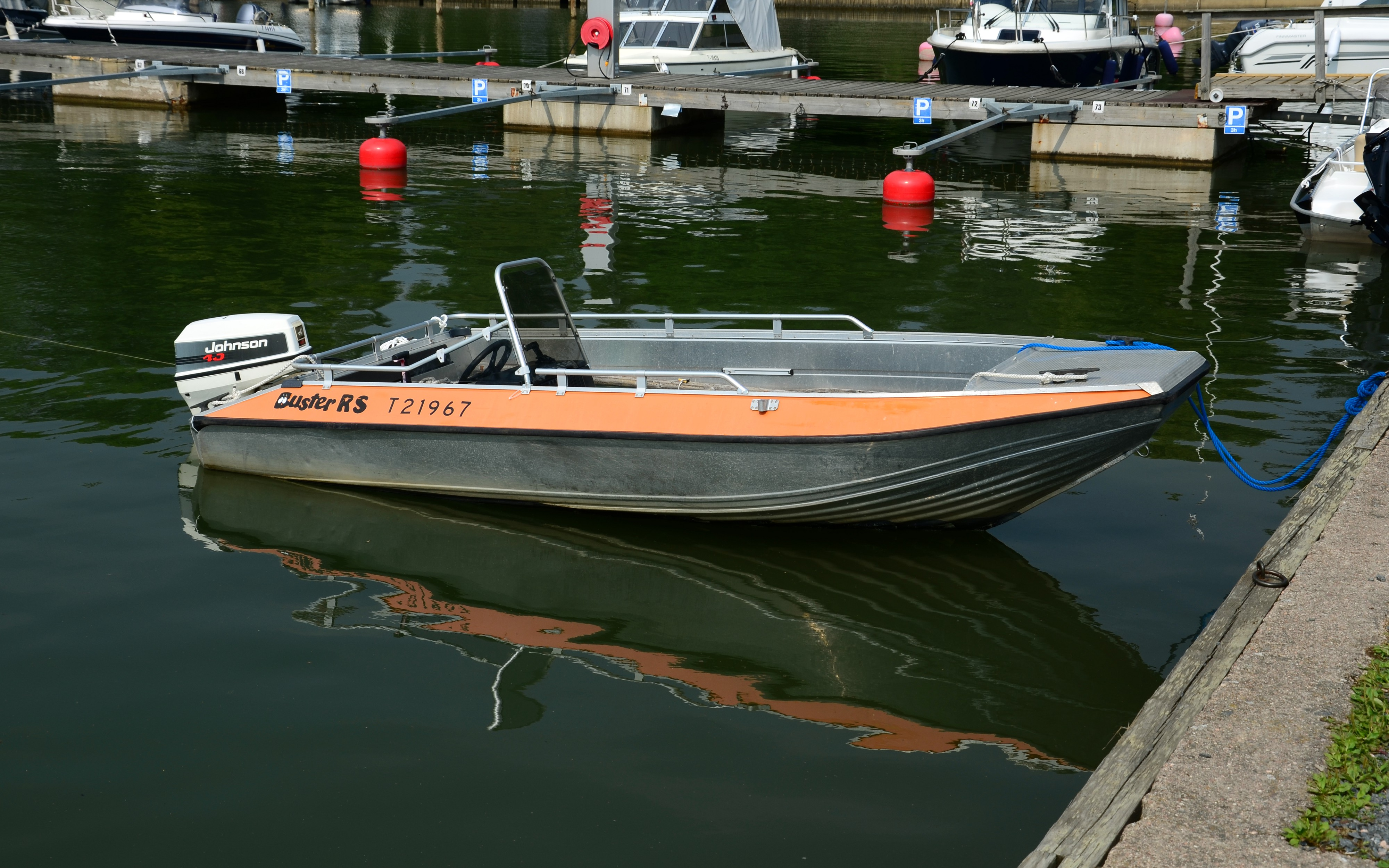
”Klassikern” Buster RS.

Buster är ett finländskt varumärke för motorbåtar tillverkade i aluminium. Båtarna kännetecknas av sin trubbiga för, som möjliggör en enkel påstigning över fören. Varumärket har ägts av Fiskars men ägs sedan 2016 av Yamaha Motor.
Den minsta nuvarande modellen Mini är 3,88 meter lång, den största modellen Phantom är 9,47 meter lång. 
Busterbåtarna började tillverkas 1976 av Fiskars under namnen Fiskars 12 och 14, vilka kan sägas utgöra urtypen till Mini-Buster, som tillverkades 1977–1983, och Buster R, som tillverkades 1978–1984. Båtarna tillverkas på Inha Bruk i Etseri som producerat över 125 000 Bustrar sedan starten. Namnet ”Buster” har använts sedan 1977.